# Carmelo Neto
Carmelo Silveira Carneiro Leão Neto (Fortaleza, 15 de setembro de 2001), mais conhecido como Carmelo Neto, é um político brasileiro filiado ao Partido Liberal (PL), e permaneceu entre novembro de 2023 e junho de 2025 como presidente do Partido Liberal no Ceará. Em fevereiro de 2025, foi anunciado por Valdemar da Costa Neto como presidente do Partido Liberal Jovem (PLJ). Foi vereador do município de Fortaleza e atualmente é deputado estadual pelo Ceará, tendo sido o mais votado do estado.

## Política
Na eleição municipal de Fortaleza em 2020 concorreu ao cargo de vereador pelo Republicanos, eleito com 8.527 votos (0,66%). Com 19 anos, o político foi o vereador mais jovem eleito pelo município na legislatura.
Já nas eleições de 2022, foi eleito deputado estadual do Ceará pelo Partido Liberal (PL), com 118.063 votos (2,33%), sendo o candidato mais votado no pleito.

## Cassação
No dia 15 de maio de 2023, o Tribunal Regional Eleitoral do Ceará (TRE-CE) formou maioria para cassar o mandato da bancada de deputados estaduais eleitos pelo PL nas eleições de 2022. A justificativa é que o partido fraudou a legislação eleitoral e se valeu de “laranjas” para alcançar a cota de 30% de candidaturas femininas.
Junto com Carmelo Neto, Alcides Fernandes, Dra. Silvana e Marta Gonçalves foram cassados. Em abril de 2024, o Ministério Público Federal (MPF) emitiu parecer no Tribunal Superior Eleitoral pela manutenção da cassação da chapa. Os parlamentares permanecem no exercício do cargo até que haja uma decisão transitada em julgado.
Um julgamento do caso foi pautado para ocorrer no TSE na sessão do dia 5 de dezembro de 2024. Na ocasião, os ministros do TSE rejeitaram por unanimidade a tese de suspeição apresentado pela defesa da chapa. Em seguida, os demais recursos foram retirados de pauta a pedido do relator das ações, ministro Antônio Carlos Ferreira.
O processo ainda está sem uma nova data de julgamento.

## Desempenho eleitoral
| Ano  | Eleição                | Partido      | Cargo             | Votos   | %     | Resultado | Ref   |
| ---- | ---------------------- | ------------ | ----------------- | ------- | ----- | --------- | ----- |
| 2020 | Municipal de Fortaleza | Republicanos | Vereador          | 8.527   | 0,66% | Eleito    | [ 3 ] |
| 2022 | Estaduais no Ceará     | PL           | Deputado Estadual | 118.063 | 2,33% | Eleito    | [ 5 ] |